# 두브로브니크 종탑

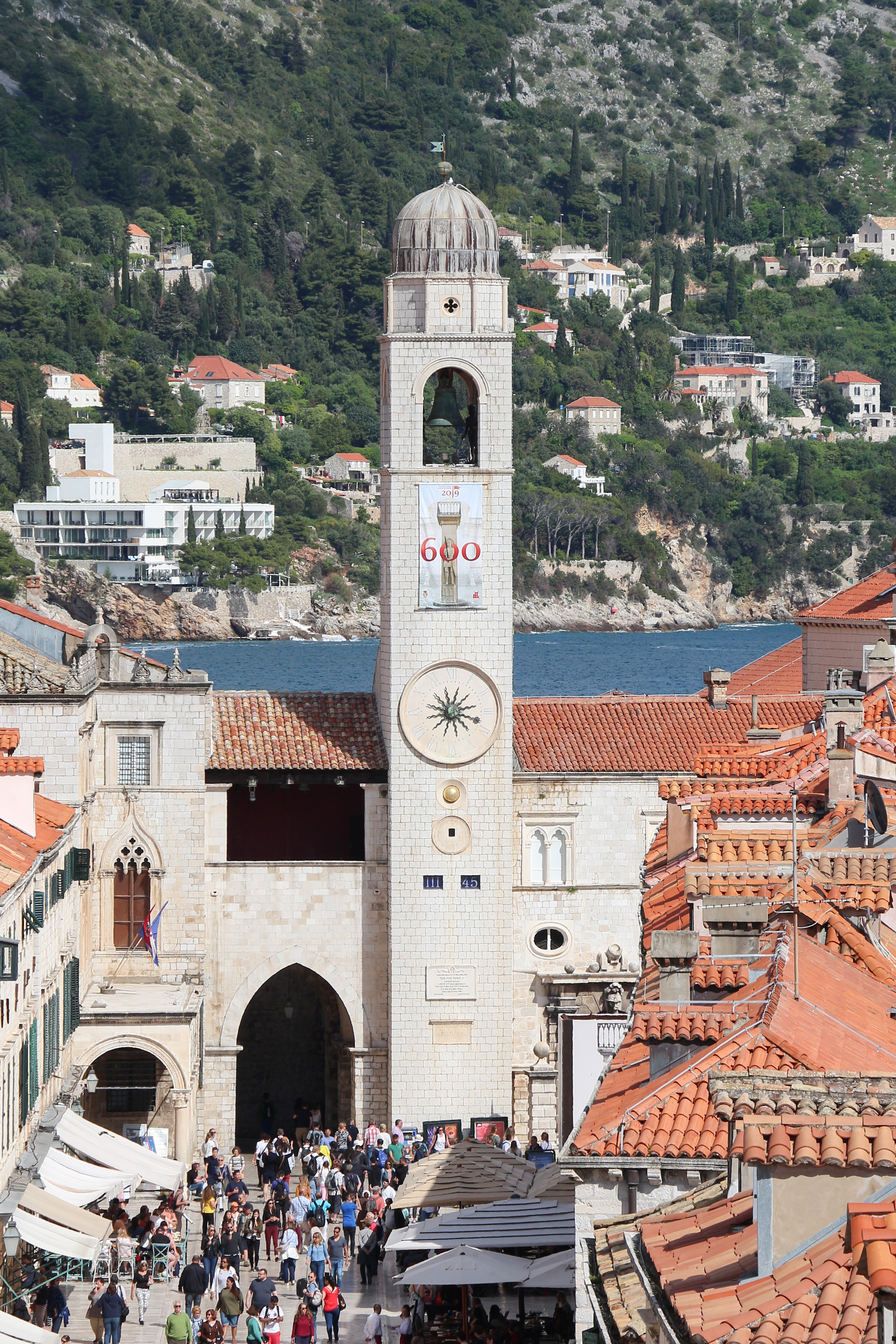
두브로브니크 종탑

두브로브니크 종탑(크로아티아어: Gradski zvonik)은 크로아티아 두브로브니크에 있는 종탑이다. 스트라둔 거리 끝의 루자 광장에 위치한 이 탑은 높이가 31미터다.